# Holubivka, Bar
Holubivka (în ucraineană Голубівка) este un sat în comuna Kuzmînți din raionul Bar, regiunea Vinnița, Ucraina.

## Demografie
Componența lingvistică a localității Holubivka
     Ucraineană (99,69%)
     Alte limbi (0,31%)
Conform recensământului din 2001, majoritatea populației localității Holubivka era vorbitoare de ucraineană (99,69%), existând în minoritate și vorbitori de alte limbi.